# Oegstgeest
Oegstgeest  è un comune dei Paesi Bassi di 22 622 abitanti situato nella provincia dell'Olanda Meridionale e nella zona di laghi chiamati Kagerplassen.
Si tratta di uno dei più antichi insediamenti rurali dei Paesi Bassi. Con il passare del tempo è diventata parte della conurbazione incentrata attorno alla città di Leida, con la quale ormai confina direttamente, a sua volta parte dell'ampia regione del Randstad.

## Galleria d'immagini

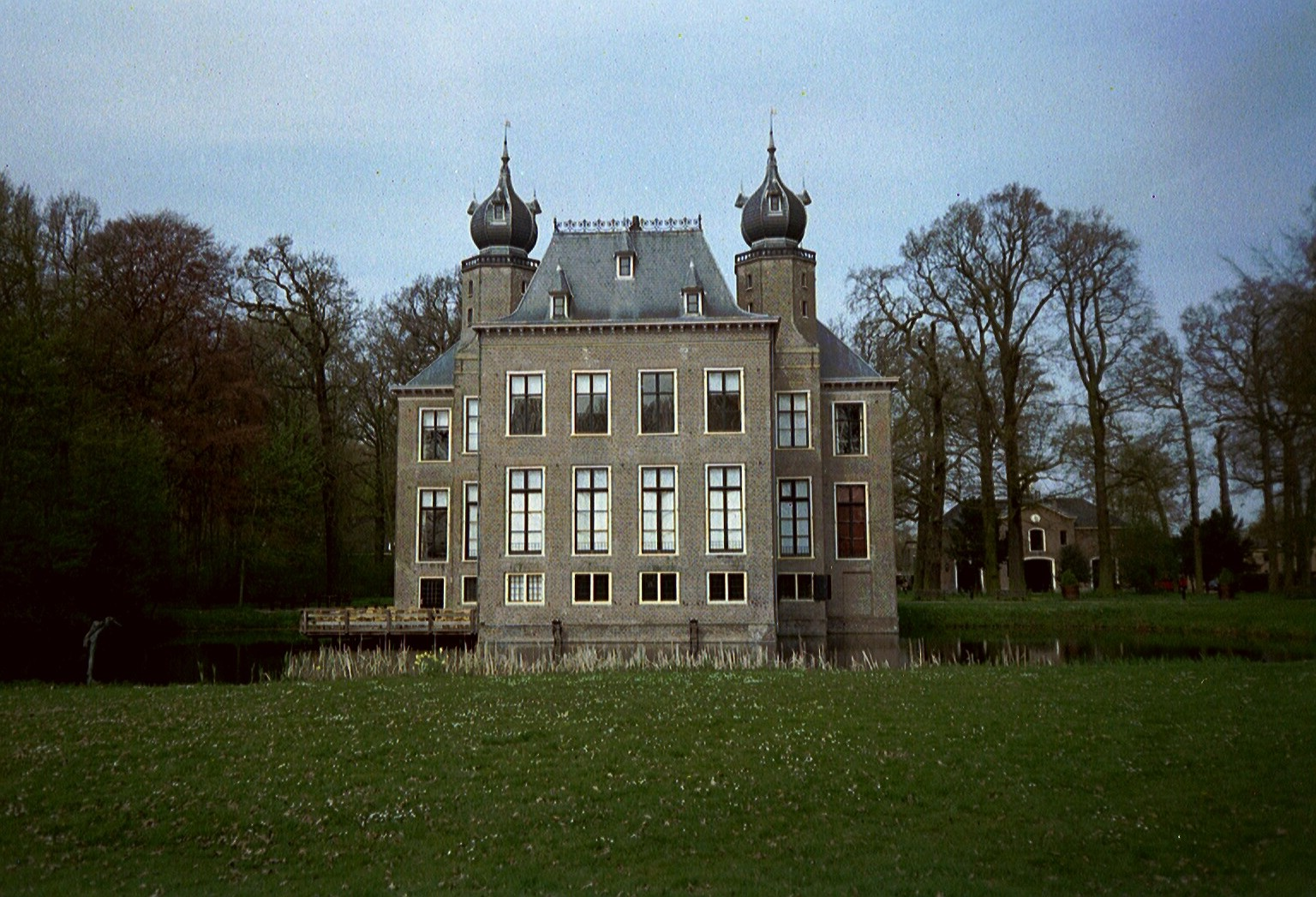
Oud Poelgeest, castello risalente al XVII secolo.
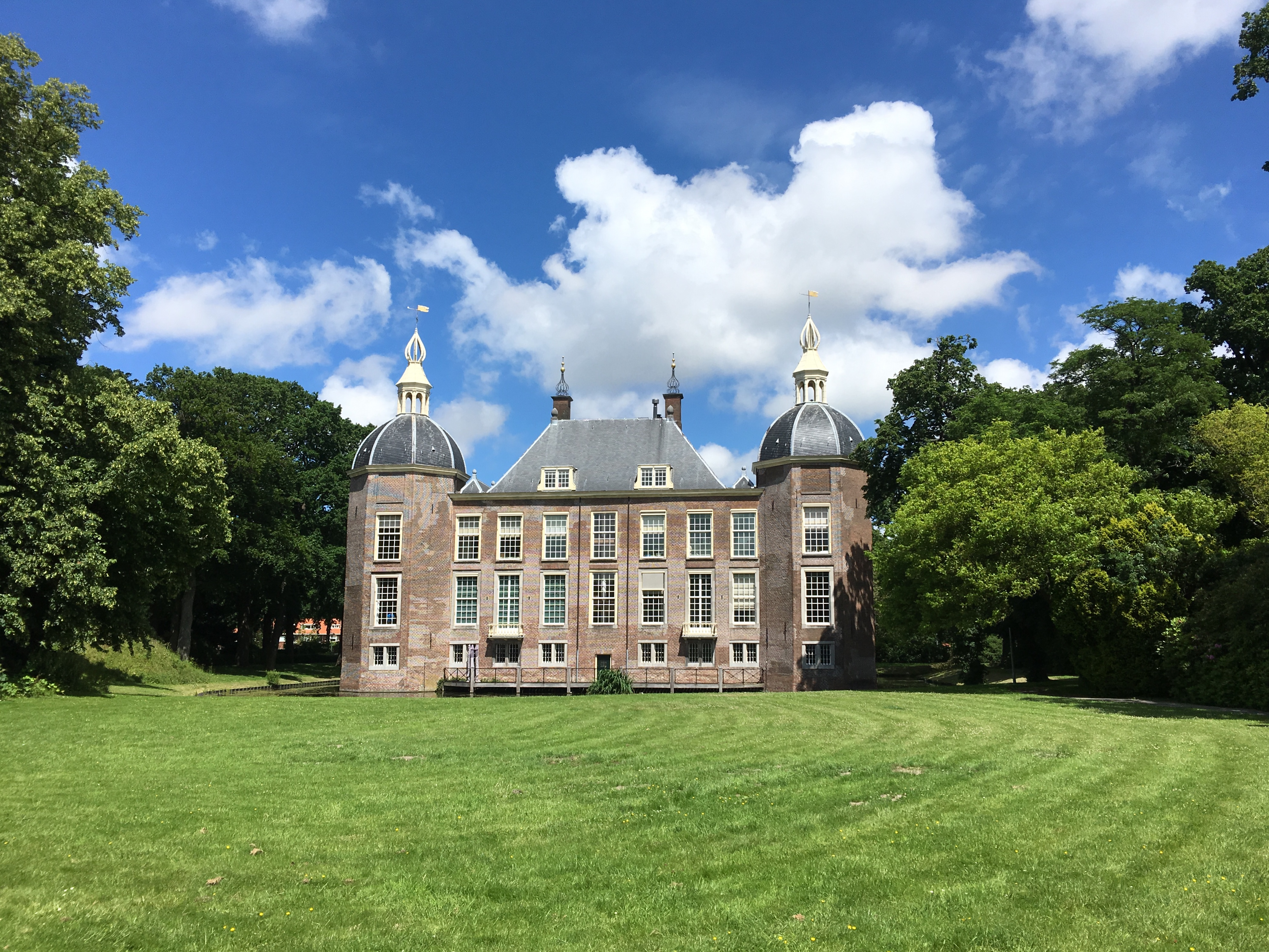
Castello di Endegeest, anch'esso risalente al XVII secolo.
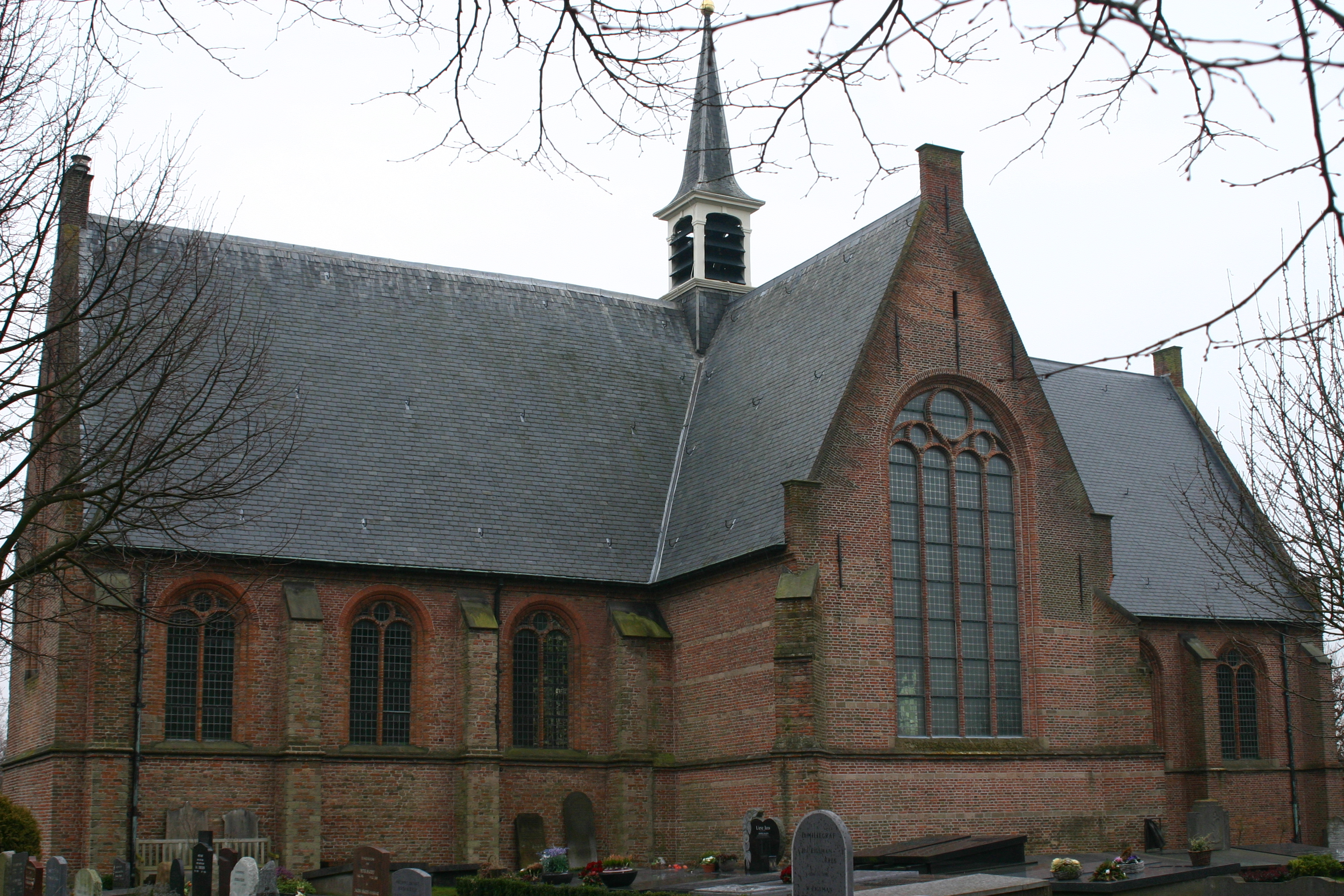
Groene kerk, chiesa protestante risalente al XVII secolo.
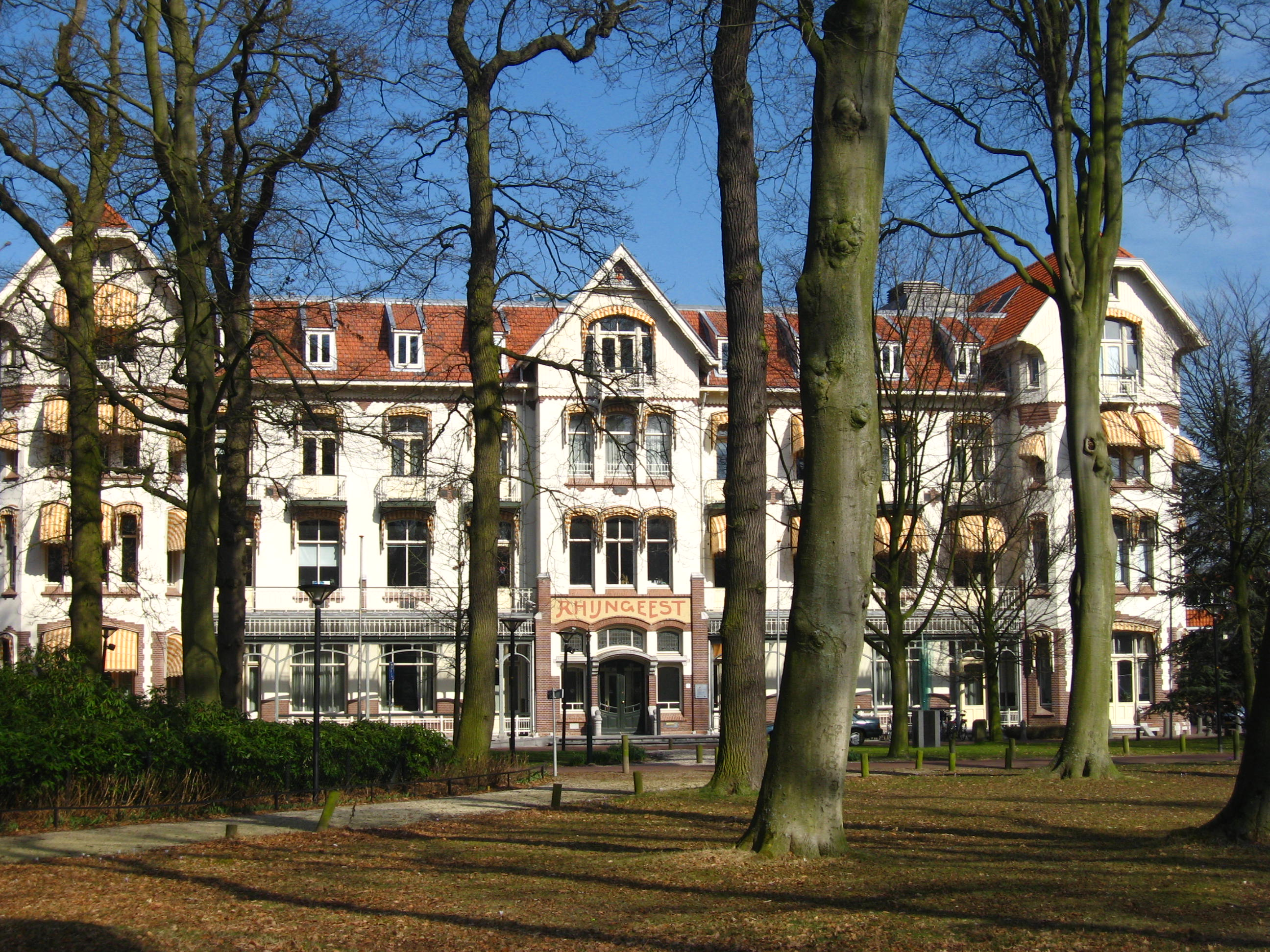
Attuale municipio di Oegstgeest, originariamente una clinica.
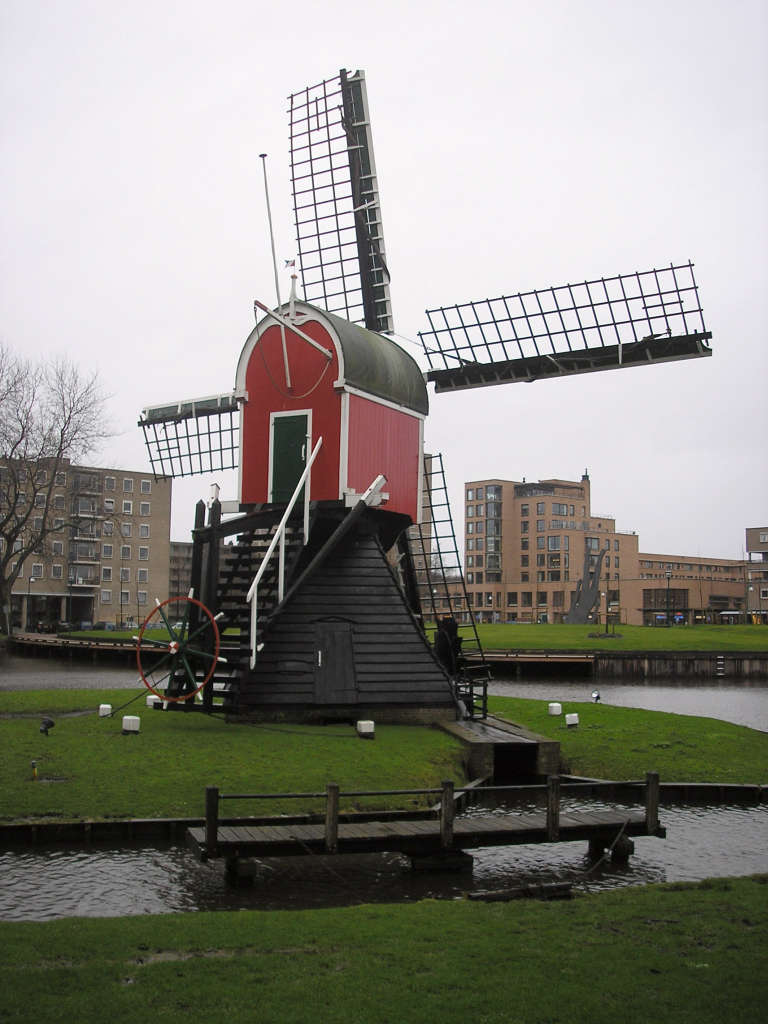
Oudenhofmolen, risalente al 1783.